# Anglo-Américains
Pour les articles homonymes, voir Anglo-américain.
Les Anglo-Américains sont des Américains qui ont en partie ou en totalité des ancêtres originaires d'Angleterre.
Selon l'American Community Survey, pour la période 2011-2015, 24 787 018 personnes déclarent avoir des ancêtres anglais, soit près de 8 % de la population. L'ascendance anglaise constitue la troisième plus grande origine européenne aux États-Unis, après les ascendances allemandes et irlandaises.
Au XVIIe siècle, les premiers colons anglais ont habité la colonie protestante de Virginie, fondée par les Tudors, puis la province catholique du Maryland, fondée par les Stuarts. Mais la colonisation britannique a véritablement commencé avec la fondation de la ville de Jamestown.
Comme la plupart des groupes de colons, les Anglais ont participé à la prospérité économique et ont commencé à migrer en grand nombre sans le soutien de l'État, en particulier au XIXe siècle. La langue anglaise est parlée à présent par 82 % de la population des États-Unis en tant que langue maternelle (96 % de la population la parlant au moins un peu ou très bien).

## Culture anglo-américaine
Outre leur apport de la langue nationale, les Anglais qui sont venus aux États-Unis, et leurs descendants, ont influencé à jamais l'histoire américaine. George Washington, le premier Président des États-Unis, ainsi qu'un certain nombre de Pères fondateurs, comme John Adams, Thomas Jefferson ou Benjamin Franklin, étaient issus de la colonisation anglaise. Par la suite, plus des trois quarts des présidents américains qui se sont succédé, avaient des souches anglaises.

Dans le monde des affaires, Bill Gates, le fondateur de Microsoft, est devenu l'homme le plus riche du monde.
 
En fait, la quasi-totalité des politiciens et intellectuels américains du début des États-Unis était d'ascendance anglaise.
L'industrie du cinéma américain contient une floraison d'Anglo-Américains. Certains ont marqué de leur empreinte l'âge d'or d'Hollywood comme Gary Cooper, James Dean ou Jayne Mansfield. De nos jours, parmi les plus célèbres nous pouvons citer Clint Eastwood, Richard Gere, Brad Pitt, Marcia Cross, Edward Norton ou Alicia Silverstone.

Parmi le monde musical actuel, on peut citer Justin Timberlake ou Britney Spears, comme les personnalités anglo-américaines les plus représentatives du moment.

## Total dans les États-Unis

### Nombre
- Californie (2 521 355, 7,4 % de la population de l'État)
- Floride (1 468 576, 9,2 %)
- Texas (1 462 984, 7 %)
- État de New York (1 140 036, 6 %)
- Ohio (1 046 671, 9,2 %)
- Pennsylvanie (966 253, 7,9 %)
- Michigan (988 625, 9,9 %)
- Illinois (831 820, 6,7 %)
- Virginie (788 849, 11,1 %)
- Caroline du Nord (767 749, 9,5 %)

### Pourcentage
- Utah (29 %)
- Maine (21,5 %)
- Vermont (18,4 %)
- Idaho (18,1 %)
- New Hampshire (18 %)
- Wyoming (15,9 %)
- Oregon (13,2 %)
- Montana (12,7 %)
- Delaware (12,1 %)
- Colorado, Rhode Island, Washington (12 % chacun)